# Hönighausen (Lindlar)

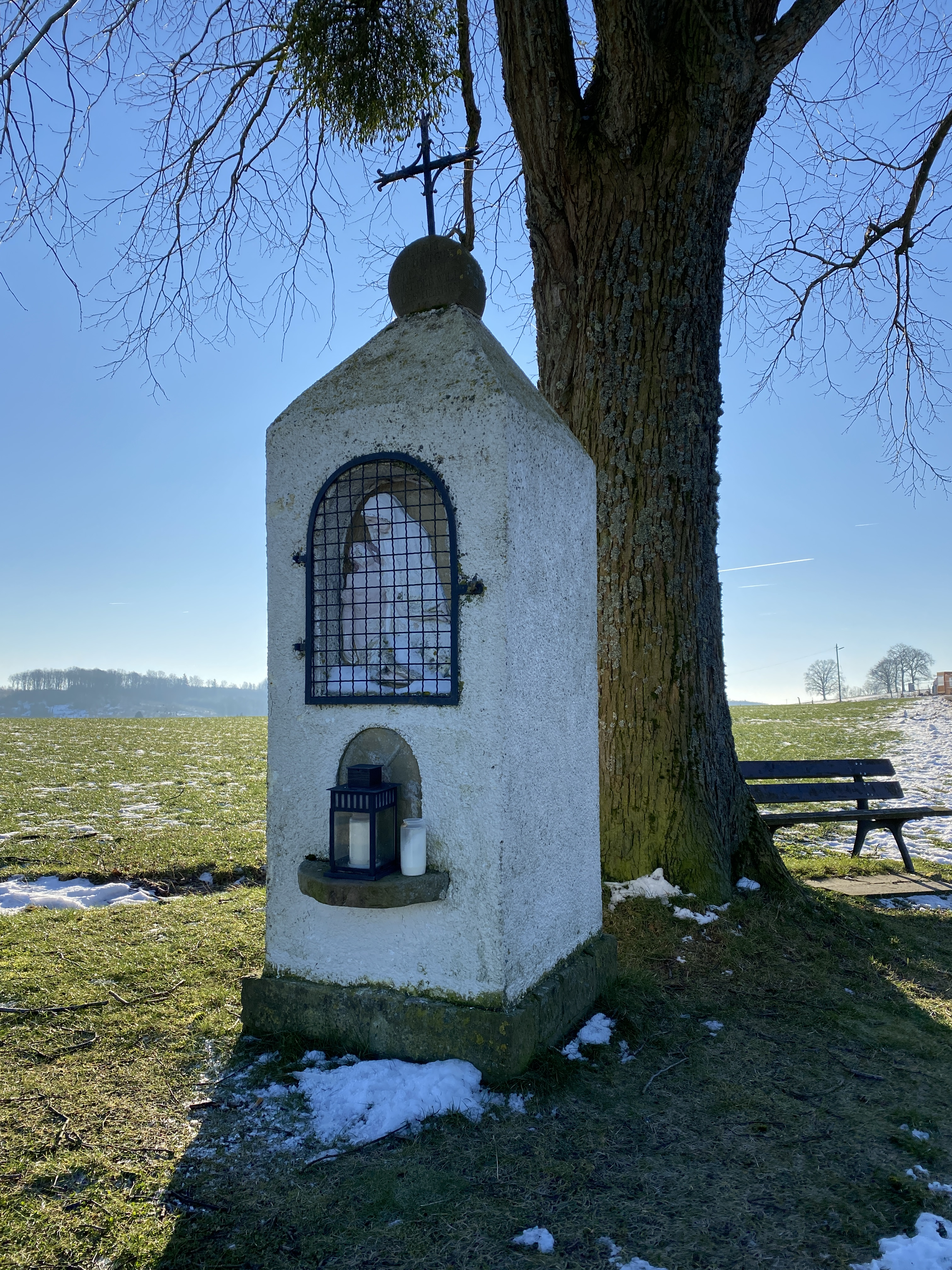
Wegekreuz Straße Hönighausen - Vorderrübach

Der Weiler Hönighausen ist ein Ortsteil der Gemeinde Lindlar, Oberbergischen Kreis im Regierungsbezirk Köln in Nordrhein-Westfalen (Deutschland).

## Lage und Beschreibung
Hönighausen liegt nordöstlich von Lindlar auf einem Höhenrücken. Hönighausen ist über einen Weg von Vorderrübach erreichbar.

## Geschichte
Hönighausen wurde 1413 das erste Mal als hunynckhusen erwähnt.
Die Topographia Ducatus Montani des Erich Philipp Ploennies, Blatt Amt Steinbach, belegt, dass der Wohnplatz bereits 1715 vier Hofstellen besaß, die als Heneckusen beschriftet sind. Carl Friedrich von Wiebeking benennt die Hofschaft auf seiner Charte des Herzogthums Berg 1789 als Stenkhausen. Aus ihr geht hervor, dass der Ort zu dieser Zeit Teil der Honschaft Breun im Oberen Kirchspiel Lindlar war.
Der Ort ist auf der Topographischen Aufnahme der Rheinlande von 1825 als Hönnighausen verzeichnet. Die Preußische Uraufnahme von 1840 zeigt den Wohnplatz unter dem Namen Hönighausen. Ab der Preußischen Neuaufnahme von 1894/96 ist der Ort auf Messtischblättern als Hönninghausen später regelmäßig als Hönighausen verzeichnet.
1822 lebten 90 Menschen im als Hof kategorisierten und Hönninghausen bezeichneten Ort, der nach dem Zusammenbruch der napoleonischen Administration und deren Ablösung zur Bürgermeisterei Lindlar im Kreis Wipperfürth gehörte. Für das Jahr 1830 werden für den als Hönninghausen bezeichneten Ort 98 Einwohner angegeben. Der 1845 laut der Uebersicht des Regierungs-Bezirks Cöln als Weiler kategorisierte Ort besaß zu dieser Zeit 8 Wohngebäude mit 78 Einwohnern, alle katholischen Bekenntnisses.
Die Gemeinde- und Gutbezirksstatistik der Rheinprovinz führt Hönninghausen 1871 mit 16 Wohnhäusern und 98 Einwohnern auf. Im Gemeindelexikon für die Provinz Rheinland von 1888 werden für Hönninghausen 10 Wohnhäuser mit 62 Einwohnern angegeben. 1895 besitzt der Ort 7 Wohnhäuser mit 39 Einwohnern, ebenfalls 1905.

## Sehenswürdigkeiten
- Fachwerkhaus aus dem 18. Jahrhundert
- Wegekreuz aus dem 18. Jahrhundert auf dem Weg nach Vorderrübach

## Busverbindungen
Haltestelle Ohl:
- 332 Wipperfürth – Lindlar – Remshagen – Engelskirchen Bf. (OVAG)
- 335 Frielingsdorf – Hartegasse / Fenke – Lindlar – Linde – Biesfeld – Dürscheid – Herkenrath – Sand – Bergisch Gladbach (S) (OVAG)

Haltestelle Rübach:
- 307 Lindlar – Frielingsdorf – Hütte / Berghausen – Kotthauserhöhe / Wasserfuhr – Gummersbach Bf. (OVAG)
- 335 Frielingsdorf – Hartegasse / Fenke – Lindlar – Linde – Biesfeld – Dürscheid – Herkenrath – Sand – Bergisch Gladbach (S) (OVAG)